# Моро, Жанна
Жа́нна Моро́ (фр. Jeanne Moreau [ʒan mɔˈʁo]; 23 января 1928, Париж — 31 июля 2017, там же) — французская актриса театра и кино, певица, кинорежиссёр, сценаристка и продюсер.
Получила наибольшее признание в фильмах режиссёров «новой волны». По словам авторитетного кинокритика Жинетты Венсандо, «в то время как Брижит Бардо символизировала чувственность, а Катрин Денёв — элегантность, Жанна Моро воплотила в кино идеал интеллектуальной женственности». Орсон Уэллс называл её лучшей актрисой современности.
Среди наград Жанны Моро — приз Каннского кинофестиваля (1960, за фильм Питера Брука «Семь дней, семь ночей»), «Золотой лев» Венецианского фестиваля за вклад в развитие кино (1991) и аналогичная награда Европейской киноакадемии (1997), почётная «Золотая пальмовая ветвь» в Каннах (2003), «Золотой медведь» Берлинского кинофестиваля (2005) и приз Станиславского на XXVII ММКФ (2005). Дважды, в 1975 и 1995 годах, она возглавляла жюри Каннского фестиваля.

## Биография
Жанна Моро родилась 23 января 1928 года в Париже в семье Анатоля-Дезире Моро, управляющего пивным рестораном, и Кэтрин Бакли, танцовщицы кабаре «Фоли-Бержер» англо-ирландского происхождения. Училась в Высшей национальной консерватории драматического искусства.
В 1947 году впервые вышла на сцену в рамках Авиньонского театрального фестиваля, а через несколько месяцев была зачислена в труппу «Комеди Франсез», став самой молодой актрисой легендарного театра за его трёхсотлетнюю историю.
Несмотря на то, что она была занята почти во всех постановках, Моро тяготилась условностями и чопорностью репертуарного театра и четыре года спустя решила покинуть «Комеди Франсез». В кино она снималась в малобюджетных триллерах. Молодая актриса чуралась грима, и среди режиссёров утвердилось мнение, что с её далеко не модельной внешностью ей не быть звездой.
Всё изменилось в 1957 году, когда у Моро завязался роман с режиссёром Луи Малем. Она снялась у него в таких ключевых лентах, как «Лифт на эшафот» и «Любовники», причём последний фильм вызвал много споров в связи с откровенностью некоторых сцен. После успеха фильма в Венеции она становится одной из самых востребованных актрис 1960-х годов, принимает предложения сниматься у величайших режиссёров в истории кино — Микеланджело Антониони в «Ночи» (1961) и Луиса Бунюэля в «Дневнике горничной» (1964).
Новую страницу в кинокарьере Моро открыло её сотрудничество с Франсуа Трюффо. По мнению самой актрисы, её лучшая актёрская работа — его фильм «Жюль и Джим» (1961). Шесть лет спустя она вновь снялась у этого режиссёра, на этот раз в «Хичкоковском» триллере «Невеста была в чёрном» (1966). В этом фильме она сыграла беспощадную мстительницу. В последующие годы её можно было увидеть у Бертрана Блие в «Вальсирующих» (1974), у Райнера Вернера Фассбиндера в «Керель», у Люка Бессона в «Её звали Никита» (1990), у Вима Вендерса в «Когда наступит конец света» (1991), у Рустама Хамдамова в «Анне Карамазофф», у Микеланджело Антониони и Вима Вендерса в «За облаками» (1995), а также у Франсуа Озона в фильме «Время прощания» (2005).
За всю жизнь актриса сыграла в ста сорока двух фильмах.

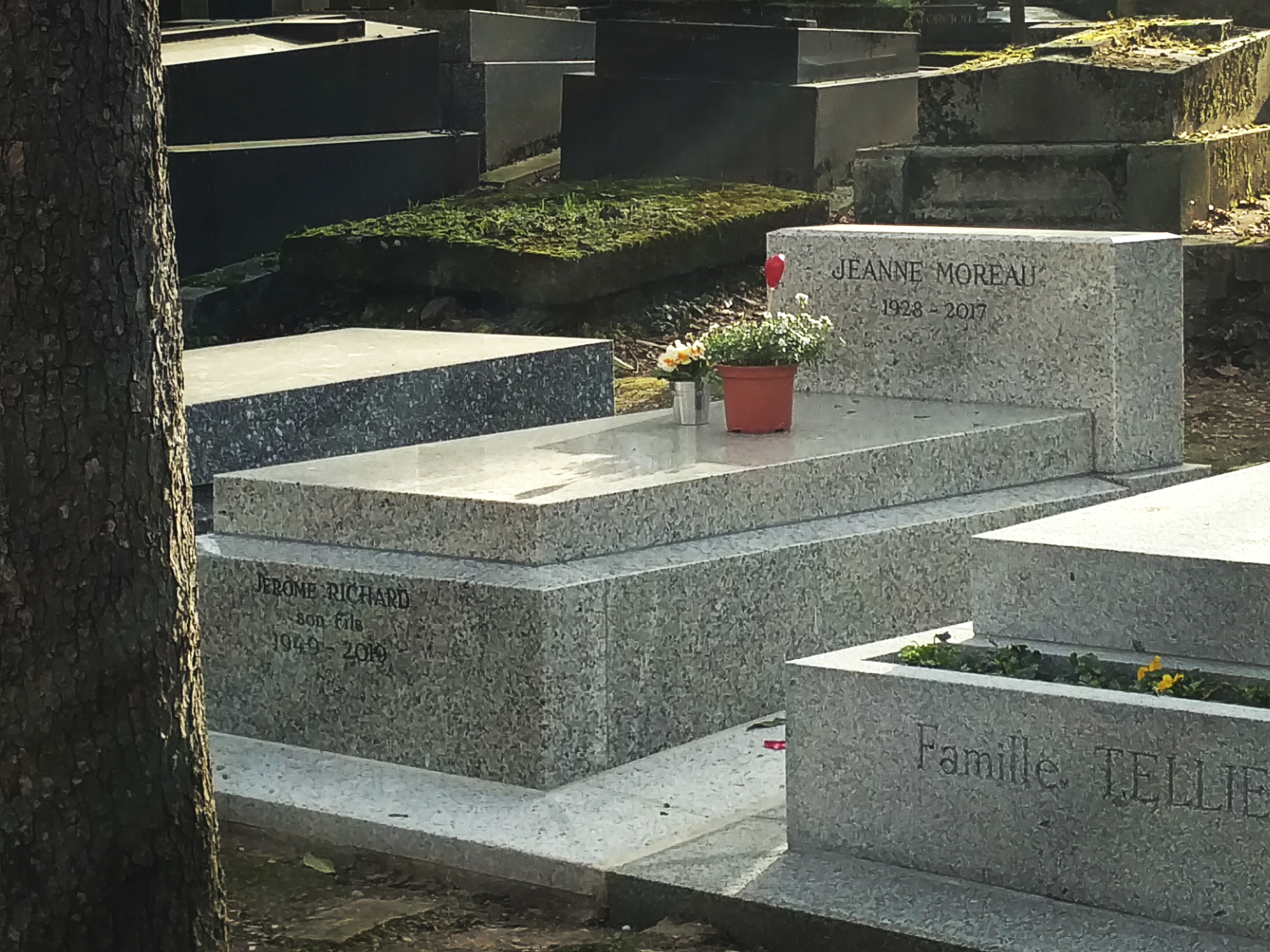
Могила Жанны Моро.

В 1983 году Жанна Моро возглавляла жюри 33-го Берлинского международного кинофестиваля.
Скончалась 31 июля 2017 года в своей парижской квартире. Похоронена на кладбище Монмартр.

## Личная жизнь
Моро была замужем:
- с 1949 года — за Жаном Луи Ришаром (развод в 1951 году);
- с 1951 года — за Теодором Рубанисом (незарегистрированный брак);
- с 1977 года — за Уильямом Фридкином (развод в 1980 году).

Сын от первого брака — Жером Ришар (1949—2019), художник.
Известно про роман Моро с Тони Ричардсоном, из-за чего распался его брак с Ванессой Редгрейв.
Также Жанну связывали длительные отношения с модельером Пьером Карденом, но они так и не поженились.

## Избранная фильмография

### Актриса
- 1949 — Последняя любовь / Dernier Amour — Мишель
- 1950 — Убийства / Meurtres ? — Мартин Аннеквин
- 1953 — Спальня старшеклассниц / Le chemin de l’ecoliers / Dortoir des grandes — Жюли
- 1953 — Жюльетта / Julietta — Рози Фасиби
- 1954 — Не тронь добычу / Touchez Pas Au Grisbi — Джози
- 1954 — Королева Марго / La Reine Margot — Маргарита де Валуа
- 1954 — Альковные секреты / Secrets d’alcôve — Жанна Плиссон
- 1954 — Интриганки / Les Intrigantes — Мона Реми
- 1955 — Бензоколонка / Gas-oil — Элис
- 1955 — Месье Проблема / M’sieur la Caille — Фернанда
- 1956 — Зарплата греха / Le Salaire du péché — Анжела Рибо
- 1956 — До последнего / Jusqu’au dernier — Джина
- 1957 — Лифт на эшафот / Ascenseur pour l'échafaud — Флоранс Карала
- 1957 — Три дня жизни / Trois Jours à vivre — Жанна Фортин
- 1957 — Странный господин Стив / L'Étrange Monsieur Steve — Флоранс
- 1958 — Шах носильщику / Échec au porteur — Жаклин Туру
- 1958 — Спиной к стене / Le Dos au mur — Глория Декрэ
- 1958 — Любовники / Les Amants — Жанна Турнье
- 1959 — Опасные связи-1960 / Dangerous Liaisons 1960 — Жюльет
- 1959 — 400 ударов / Les quatre cents coups — женщина с собакой
- 1959 — Диалог кармелиток / Le Dialogue des Carmélites — Мария
- 1960 — 7 дней, 7 ночей / Moderato cantabile — Анна Десбаредес
- 1960 — Пять опозоренных женщин / Cinq femmes marquées — Люба
- 1961 — Ночь / La notte — Лидия
- 1961 — Женщина есть женщина / Une Femme Est Une Femme — женщина в баре
- 1962 — Жюль и Джим / Jules et Jim — Катерина
- 1962 — Ева / Eva — Ева Оливье
- 1962 — Процесс / Le Proces — Марика Бюрстнер
- 1963 — Залив ангелов / La Baie des anges — Жаклин Деместр
- 1963 — Победители / The Victors — француженка
- 1963 — Блуждающий огонёк / Le Feu Follet — Ева
- 1963 — Банановая кожура / Peau de banane — Кати Вольней
- 1964 — Мата Хари / Mata Hari, agent H21 — Мата Хари
- 1964 — Поезд / The Train — Кристина
- 1964 — Дневник горничной / Le Journal D’Une Femme De Chambre — Целестина
- 1964 — Жёлтый Роллс-Ройс / La Rolls-Royce jaune — Элоиза Фринтон
- 1965 — Вива, Мария! / Viva Maria! — вторая Мария
- 1965 — Полуночные колокола (Фальстаф) / Falstaff (Campanadas a medianoche) — Долл Тиршит
- 1966 — Мадемуазель / Mademoiselle — мадемуазель
- 1967 — Древнейшая профессия в мире / Le Plus Vieux Métier du monde — Мими
- 1967 — Моряк с Гибралтара / Le Marin de Gibraltar — Анна
- 1968 — Невеста была в чёрном / La mariée était en noir — Жюли Кохлер
- 1968 — Екатерина Великая / Great Catherine — Екатерина II
- 1968 — Бессмертная история / The Immortal Story — Виржини Дюкро
- 1970 — Монти Уолш / «Monte Walsh» — Мартина Бернар
- 1971 — Обратный отсчёт / Comptes à rebours — Мадлен
- 1972 — Дорогая Луиза / Chère Louise — Луиза
- 1972 — Повторяющееся отсутствие / Absences répétées
- 1972 — Натали Гранже[фр.] / Nathalie Granger — другая женщина
- 1973 — Вальсирующие / Les Valseuses — Жанна Пироль
- 1975 — Воспоминания о Франции / Souvenirs d’en France — Берта
- 1976 — Свет / Lumière — Сара
- 1976 — Месье Клейн / Monsieur Klein — Флоранс
- 1976 — Последний магнат / The Last Tycoon (Le Dernier Nabab) — Диди
- 1981 — Крайний Юг / Plein sud — Элен
- 1981 — Ваш билет недействителен / Your Ticket Is No Longer Valid — Лили Марлен
- 1982 — Тысяча миллиардов долларов / Mille milliards de dollars — мадам Бенуа-Ламбер
- 1982 — Керель / Querelle — Лизиана
- 1985 — Спасайся, Лола / Sauve-toi, Lola — Мэри Шнейдер
- 1990 — Никита / Nikita — Аманда
- 1990 — Экспресс Альберто / Alberto Express — баронесса
- 1990 — Загримированная женщина / La Femme fardée — Дориа
- 1991 — Старая дама, входящая в море / La Vieille qui marchait dans la mer — Леди М
- 1991 — Когда наступит конец света / Jusqu’au bout du monde — Эдит Фарбер
- 1991 — Анна Карамазофф — женщина
- 1991 — Прерванный шаг аиста / Le Pas suspendu de la cigogne
- 1993 — Меня зовут Виктор / Je m’appelle Victor — Роза
- 1993 — Чужое поле / A Foreign Field — Анжелика
- 1995 — Сто и одна ночь Симона Синема / Les Cent et Une Nuits de Simon Cinéma
- 1995 — За облаками / Par dela les nuages — подруга
- 1996 — Екатерина Великая / Catherine the Great — царица Елизавета
- 1996 — Люблю тебя, не люблю тебя / I Love You, I Love You Not — Нана
- 1996 — Владелица / La Propriétaire — Андриенна Марк
- 1997 — Колдовская любовь / Un amour de sorcière
- 1998 — История вечной любви — королева (рассказчица в начале фильма)
- 1999 — Бальзак / Balzac (телесериал) — Шарлотта-Лаура

2000 год - Отверженные - монахиня
- 2001 — Зайде, маленькая месть / Zaïde, un petit air de vengeance (телесериал) — Анна Шерман
- 2001 — Такая любовь / Cet amour-là — Маргерит Дюрас
- 2005 — Время прощания / Le Temps qui reste — Лаура
- 2005 — Проклятые короли / Les Rois maudits  — Маго д’Артуа
- 2005 — Автограмма (короткометражный) / Autogram — Жанна Моро (камео)
- 2006 — Ромео и Джульетта / Roméo et Juliette — Лоренца
- 2007 — У каждого своё кино / Chacun son cinéma — камео
- 2007 — Разрыв / Désengagement — Франсуаза
- 2008 — Однажды ты поймёшь / Plus tard tu comprendras — Ривка
- 2009 — Лицо / Visage — Жанна
- 2011 — Неудачная встреча / La mauvaise rencontre — Габи
- 2011 — Прощальный букет / Bouquet final — Мари
- 2012 — Жебо и тень / Gebo et l’ombre — Кандидина

### Режиссёр
- 1976 — Свет / Lumière
- 1978 — Подросток / L’adolescente
- 1983 — Лиллиан Гиш / Lillian Gish (документальный фильм)

### Сценарист
- 1976 — Свет / Lumière
- 1978 — Подросток / L’adolescente
- 2003 — Берёзовый луг / La Petite prairie aux bouleaux

### Продюсер
- 1983 — Лиллиан Гиш / Lillian Gish (документальный фильм)

### Документальные фильмы
- 1971 — Маленький театр Жана Ренуара / Le Petit Théâtre de Jean Renoir — певица

### Режиссёр
- 1976 — Свет / Lumière
- 1978 — Подросток / L’adolescente